# Filozofia medycyny
Filozofia medycyny – dziedzina filozofii, której głównym przedmiotem badań jest medycyna.

## Przedmiot filozofii medycyny
Przedmiotem filozofii medycyny są takie zagadnienia jak:
- definicja i zakres filozofii medycyny oraz jej relacje i zależności od epistemologii, logiki, aksjologii, metodologii i ontologii (metafizyki), a także zależności tych dyscyplin filozoficznych od medycyny i filozofii medycyny;
- historia filozofii medycyny;
- modele medycyny;
- koncepcje zdrowia i choroby;
- logika diagnozy, rokowania (prognozy) i terapii[1][2];
- relacje filozofii medycyny z filozofią nauki[3].

## Sposoby definiowania filozofii medycyny
We współczesnej światowej literaturze przedmiotu istnieją następujące sposoby definiowania filozofii medycyny:
- holistyczne (Henrik R. Wulff);
- analityczno-krytyczne (Artur L. Caplan);
- rozróżniające pomiędzy filozofią medycyny a filozofią w medycynie (Edmund D. Pellegrino);
- wynikające z hermeneutyki medycyny i fenomenologii zdrowia;
- inne różnego rodzaju kompendia i wprowadzenia do przedmiotu (Władysław Szumowski)[4].

## Polska szkoła filozofii medycyny
- Szkoła „starsza” filozofii medycyny – Tytus Chałubiński, Henryk Fryderyk Hoyer, Wiktor Feliks Szokalski, Ignacy Baranowski;
- Szkoła „średnia” filozofii medycyny – Władysław Biegański, Zygmunt Kramsztyk, Henryk Nusbaum, Edmund Biernacki;
- Szkoła „młodsza” filozofii medycyny – Stanisław Trzebiński, Władysław Szumowski, Ludwik Zembrzuski, Adam Wrzosek, Ludwik Fleck;
- Poznańska myśl filozoficzno-lekarska – Heliodor Święcicki, Kazimierz Filip Wize

## Ośrodki badawcze filozofii medycyny w Polsce
- Katedra Nauk Społecznych i Humanistycznych oraz Zakład Filozofii Medycyny i Bioetyki Uniwersytetu Medycznego im. Karola Marcinkowskiego w Poznaniu - kierownik prof. dr hab. Ewa Baum;
- Zakład Humanistycznych Nauk Farmaceutycznych Uniwersytetu Medycznego im. Piastów Śląskich we Wrocławiu - kierownik prof. dr hab. Bożena Płonka-Syroka;
- Zakład Historii Medycyny i Filozofii Warszawskiego Uniwersytetu Medycznego - kierownik dr hab. Marek Wichrowski;
- Zakład Humanistycznych Nauk Lekarskich Uniwersytetu Medycznego im. Piastów Śląskich we Wrocławiu - kierownik dr hab. Jarosław Barański;
- Zakład Etyki i Filozofii Człowieka Katedry Nauk Humanistycznych Uniwersytetu Medycznego w Lublinie - kierownik dr hab. Jarosław Sak;
- Pracownia Historii Nauk Przyrodniczych i Medycznych Instytutu Historii Nauki Polskiej Akademii Nauk - kierowniczka dr hab. Iwona Arabas, prof. PAN;
- Zakład Metodologii i Historii Historiografii Instytutu Historii Akademii im. Jana Długosza w Częstochowie - kierownik prof. dr hab. Tadeusz Srogosz.